# Paul Guillaume

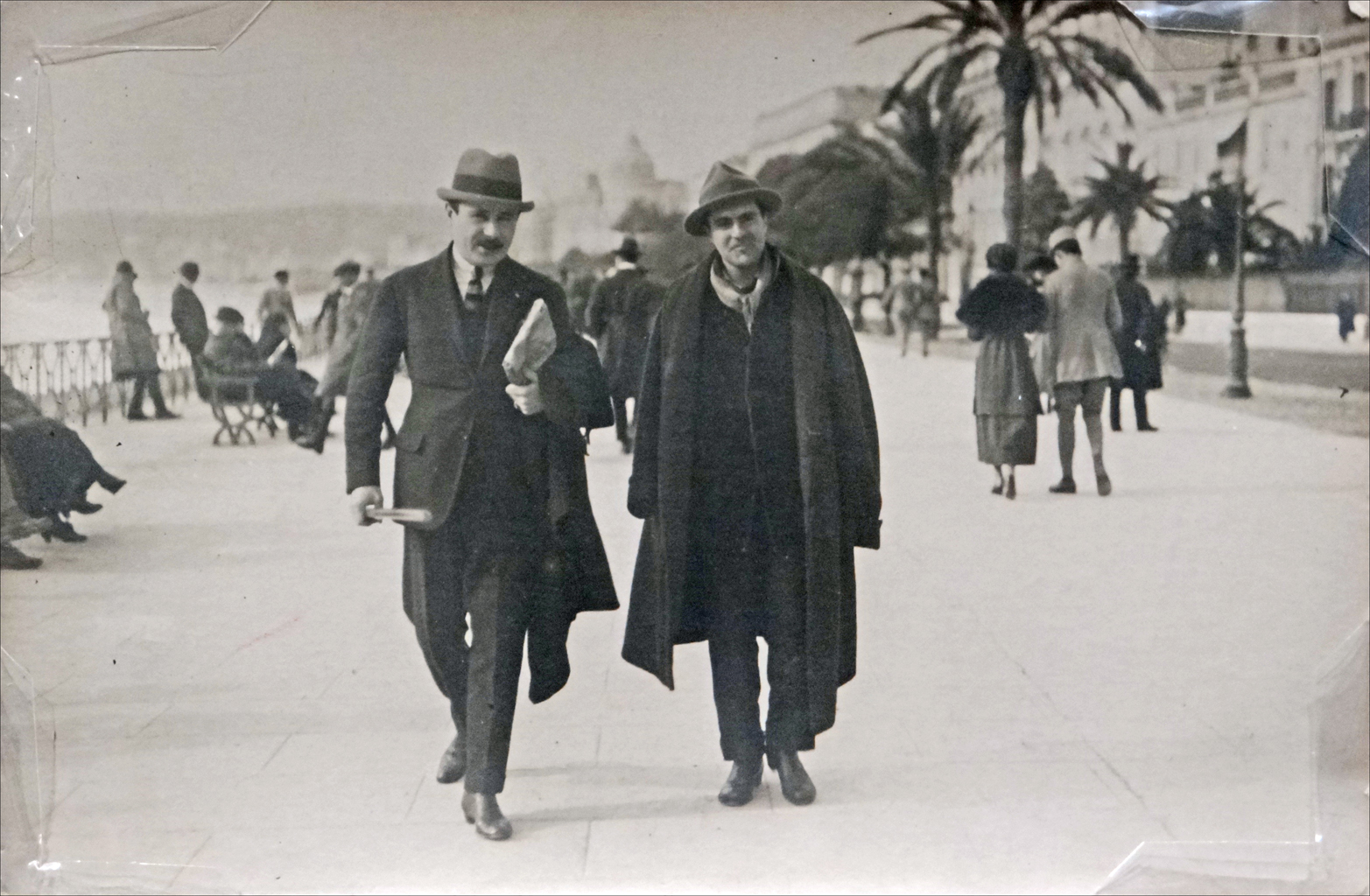
Paul Guillaume (links) en Amedeo Modigliani in Nice (1917)

Paul Guillaume (Parijs, 1891 – aldaar, 1934) was een Frans kunsthandelaar en -verzamelaar, die belangrijk was bij de promotie van de kubisten en Afrikaanse kunst.
Guillaume behoorde tot de avant-gardevriendengroep van dichter en kunstcriticus Guillaume Apollinaire. Net als de dichter deelde hij een liefde voor Afrikaanse kunst. Paul Guillaume opende zijn eerste galerie in februari 1914 in de rue de Miromesnil (8e arrondissement). Hij vertegenwoordigde de meeste kubistische kunstenaars nadat kunsthandelaar Daniel-Henry Kahnweiler na het begin van de Eerste Wereldoorlog Parijs moest verlaten. Zo promootte hij de werken van onder anderen Giorgio de Chirico, André Derain, Jacques Lipchitz, Henri Matisse, Amedeo Modigliani, Francis Picabia en Chaïm Soutine. Hij organiseerde ook tentoonstellingen tijdens de oorlog, zoals de Exposition Matisse et Picasso (1918). Guillaume opende na de oorlog een nieuwe galerie in de rue La Boétie (8e arrondissement). Hij kocht zelf werk aan bij handelaars en op veilingen. Zo kocht hij Woman in White (1923) van Pablo Picasso in 1926 op een veilig voor 79.000 frank, wat toen een recordbedrag was. Guillaume organiseerde ook tentoonstellingen van Afrikaanse kunst.
Guillaume bouwde zelf een aanzienlijke kunstcollectie uit. Zijn wens was dat er na zijn dood een museum rond zijn collectie zou worden opgericht. Maar zijn weduwe Domenica Guillaume (Juliette Léonie Lacaze, 1898–1977) schonk de collectie aan de Franse staat. Werken hieruit worden tentoongesteld in het Musée de l'Orangerie in Parijs.
Guillaume gaf het tijdschrift Les Arts à Paris (1918–1935) uit, alsook talrijke catalogi bij tentoonstellingen. Hij schreef samen met kunsthistoricus Thomas Munro een boek over Afrikaanse beeldhouwkunst, Primitive Negro Sculpture.

## Portretten
Paul Guillaume werd door verschillende kunstenaars geportretteerd; Modigliani schilderde vier portretten van zijn mecenas.

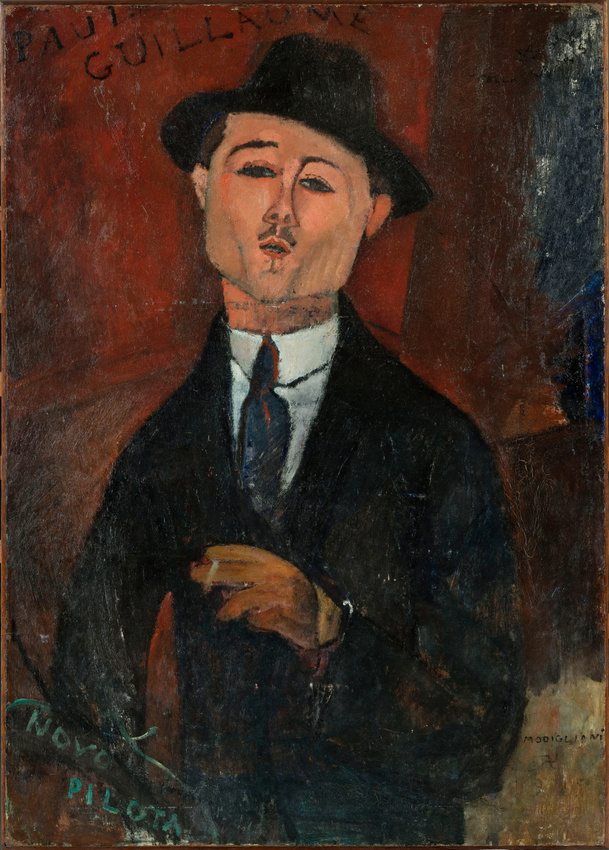
Amedeo Modigliani, Nova pilota (1915), Musée de l'Orangerie (Parijs)
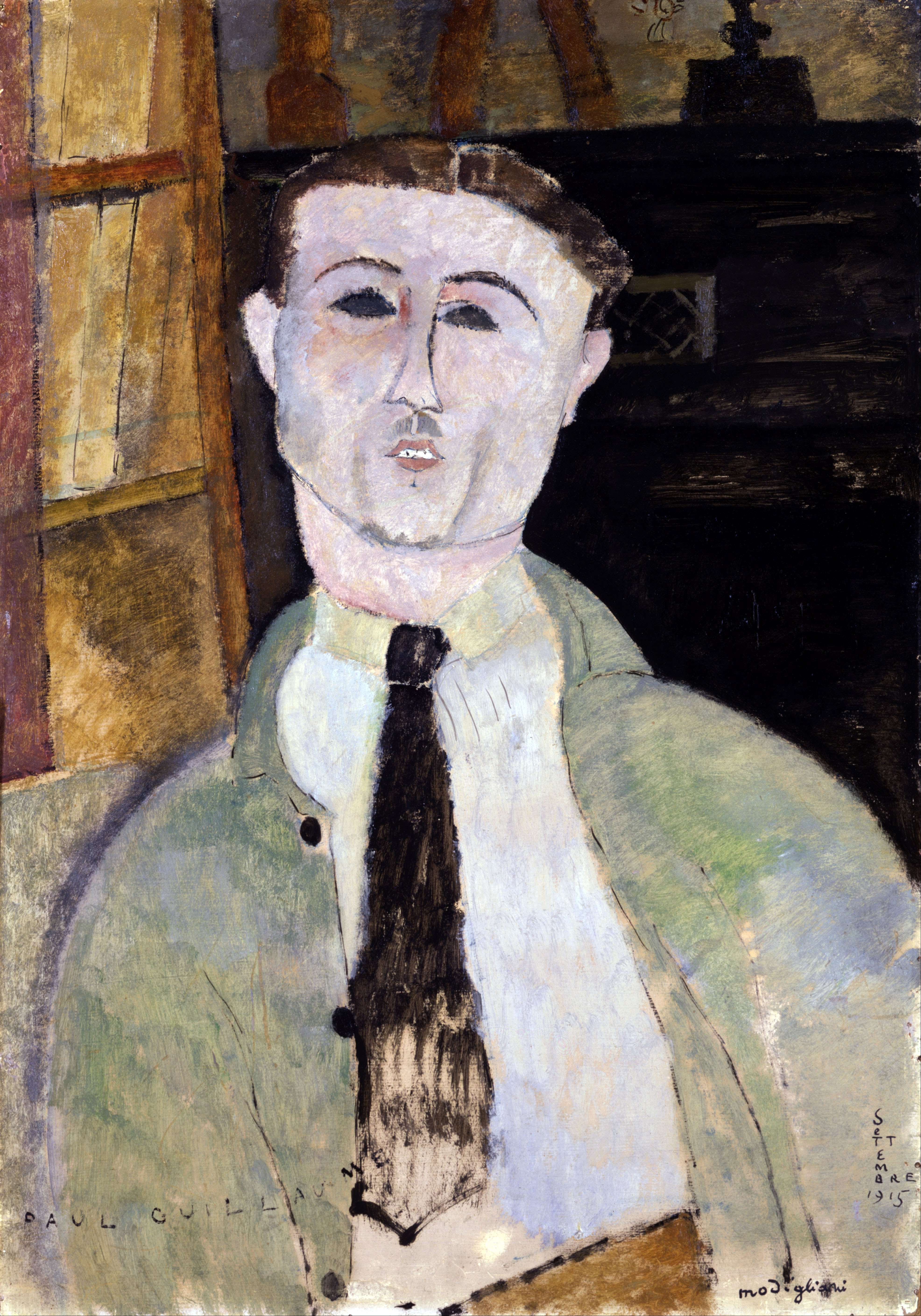
Amedeo Modigliani, Paul Guillaume (1915), Toledo Museum of Art (Toledo (Ohio))
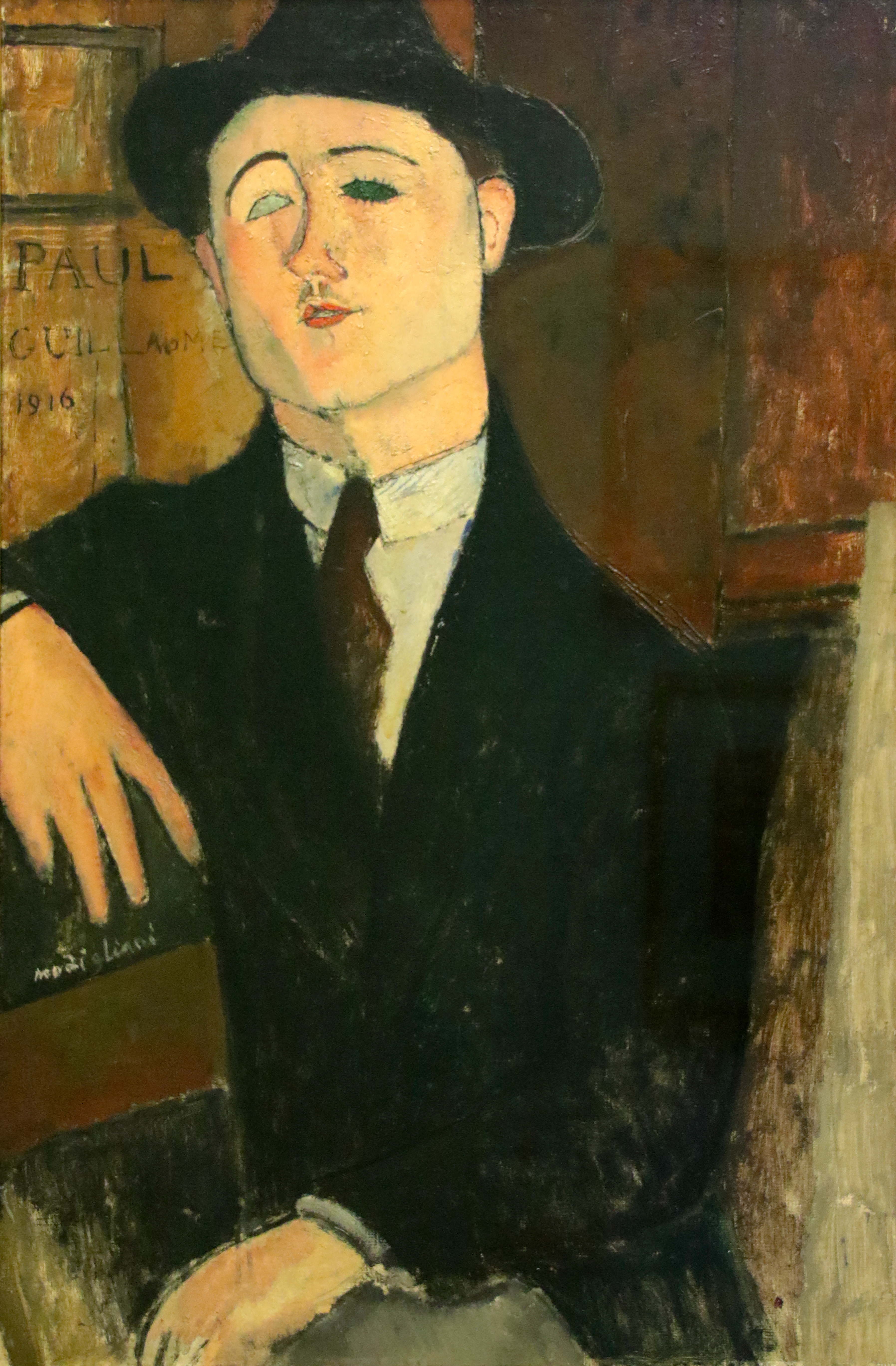
Amedeo Modigliani, Portret van Paul Guillaume (1916), Museo del Novecento (Milaan)